# NGC 4831
NGC 4831 este o galaxie lenticulară situată în constelația Hidra. A fost descoperită în 22 martie 1836 de către John Herschel. Se află la o distanță de 41,5 de megaparseci de Pământ.